# 와타즈촌
와타즈촌(渡津村)은 일본 시마네현 나카군에 있던 촌이다. 현재의 고쓰시의 일부에 해당한다.

## 역사
- 1889년 4월 1일 - 정촌제 시행에 의해 나카군 와타즈이 성립하였다.
- 1940년 4월 1일 - 고쓰정, 쓰노촌과 합병해 새로운 고쓰정이 성립하여 폐지되었다.

## 참고문헌
- 角川日本地名大辞典 32 島根県
- 『市町村名変遷辞典』東京堂出版、1990年。